# Culai
Culai (kinesiska: 徂徕镇, 徂徕) är en köping i Kina. Den ligger i provinsen Shandong, i den östra delen av landet, omkring 65 kilometer söder om provinshuvudstaden Jinan. Antalet invånare är 54916. Befolkningen består av 27 465 kvinnor och 27 451 män. Barn under 15 år utgör 14,0 %, vuxna 15-64 år 73 %, och äldre över 65 år 11,0 %.
Genomsnittlig årsnederbörd är 845 millimeter. Den regnigaste månaden är juli, med i genomsnitt 304 mm nederbörd, och den torraste är januari, med 8 mm nederbörd.